# Mysz ropusza
Mysz ropusza (Mus bufo) – gatunek gryzonia z rodziny myszowatych (Muridae), występujący w Afryce w regionie Wielkich Jezior Afrykańskich.

## Klasyfikacja
Gatunek został opisany naukowo w 1906 roku przez O. Thomasa w czasopiśmie The Annals and Magazine of Natural History pod nazwą Leggada bufo. Jako miejsce typowe autor wskazał wysokość 6000 stóp (1830 m) we wschodnim Ruwenzori w Ugandzie. Rozmiarami ciała i cechami morfologicznymi przypomina mysz szarobrzuchą (M. triton), różnią je cechy uzębienia i długość ogona, jak również kariotyp. Oba gatunki występują w regionie jeziora Kiwu. Mysz ropusza jest jednak bliżej spokrewniona z myszą karłowatą (M. minutoides).

## Nazewnictwo
Nazwa rodzajowa pochodzi od greckiego słowa μυς mys – „mysz”. Epitet gatunkowy pochodzi od łacińskiego słowa bufo – „ropucha”.

## Morfologia
Gatunek myszy o ciemnym ubarwieniu z ochrowo-płowym spodem ciała. Ogólne sierść koloru miedzianego na tle ciemnego brązu. Ogon krótszy od ciała. Wymiary przedstawia tabelka.
| Długość ciała          | Długość ogona          | Masa ciała | Tylna noga                 | Ucho                  |
| ---------------------- | ---------------------- | ---------- | -------------------------- | --------------------- |
| ♂ 68–79 mm; ♀ 61–73 mm | ♂ 53–69 mm; ♀ 56–68 mm | ♂♀ 7-12 g  | ♂ 15–18 mm; ♀ 13,5–16,5 mm | ♂ 9–12 mm; ♀ 10–13 mm |

## Biologia
Gryzonie te są endemiczne dla obszarów górskich Ryftu Alberta, będącego zachodnim odgałęzieniem Wielkiego Rowu Wschodniego. Występują na obszarze, w którym graniczą Demokratyczna Republika Konga, Uganda, Rwanda i Burundi. Zamieszkują zwykle na wysokościach od 1500 do 3000 m n.p.m., w masywie Ruwenzori, w górach Wirunga, na zachód od Jeziora Alberta i w okolicach jeziora Kiwu. Żyją w gęstych, wilgotnych i bagnistych lasach, lasach bambusowych, nawet w lasach wtórnych. Są roślinożerne, okazjonalnie wszystkożerne.

## Populacja
Mysz ropusza jest dość rzadka w okolicach jeziora Kiwu; na wyspie Idjwi na nim jest rzadsza niż mysz karłowata. Niemniej zwykle jest drugim czy trzecim co do liczności gatunkiem chwytanym przez badaczy. Lokalnie może być liczna, jej populacja jest stabilna. Jest uznawana za gatunek najmniejszej troski.